# 柿衞文庫
柿衞文庫（かきもりぶんこ）は、兵庫県伊丹市にある俳諧コレクションを所蔵・展示する施設。1984年開館した。
2022年（令和4年）4月、伊丹市立美術館、伊丹市立工芸センター、伊丹市立伊丹郷町館、伊丹市立博物館とともに、統合により「市立伊丹ミュージアム」を構成することになった。これにより柿衞文庫は市立伊丹ミュージアム内の施設となっている。
柿衞文庫を含む伊丹ミュージアム全体を単位として、2022年4月オープン当初から指定管理施設になっており、現在の指定管理者は、伊丹ミュージアム運営共同事業体（代表構成員：公益財団法人いたみ文化・スポーツ財団、その他構成員：公益財団法人柿衞文庫、指定期間：2022年4月1日 - 2025年3月31日）である。

## 概要
家業の酒造業を営む実業家で、国文学者、元伊丹市長でもあった岡田利兵衞から寄贈された貴重な品々を所蔵する（「柿衞」は利兵衞の俳号である）。東京大学総合図書館「洒竹・竹冷文庫」、天理大学附属天理図書館「綿屋文庫」とともに三大俳諧コレクションと評価されている。江戸時代の松尾芭蕉や上島鬼貫、小林一茶から近代の正岡子規、河東碧梧桐、現代俳句の桂信子（2004年逝去）に至るまで、軸や短冊といった資料約7500点、書籍約3500点を有する。文庫ではかつて伊丹にあった「也雲軒」を偲び、俳句塾を主催している。
ひょうごっ子ココロンカードの対象施設になっている。

## 主な所蔵品
- 松尾芭蕉筆 「古池や蛙飛び込む水の音」句短冊
- 上島鬼貫筆 「にょっぽりと」句一行物
- 与謝蕪村筆 「俳仙群会図」
- 小林一茶筆 「賀六十」自画賛
- 田能村竹田筆 「柿記」
- 高浜虚子賛 下村為山画 「へちま図」
- 高橋草坪筆 「台柿図」

## 所在地
- 〒664-0895 兵庫県伊丹市宮ノ前2丁目5番20号

## 交通
- 阪急伊丹線 伊丹駅 徒歩8分
- 西日本旅客鉄道 伊丹駅 徒歩8分

## 周辺情報
- 旧岡田家住宅
- 旧石橋家住宅
- ブルワリーミュージアム
- 伊丹市立文化会館（いたみホール）
- 伊丹アイフォニックホール
- 猪名野神社
- 旧大坂道（都市景観形成道）